# 東白川村立東白川中学校越原分校
東白川村立東白川中学校越原分校（ひがししらかわそんりつ ひがししらかわちゅうがっこう　おっぱらぶんこう）は、かつて岐阜県加茂郡東白川村にあった公立中学校の分校。

## 概要
- 東白川中学校の分校であり、越原地区が校区であった。1963年（昭和38年）3月廃校。
- 廃校後、校舎は1963年（昭和38年）4月から1971年（昭和46年）3月まで越原僻地保育所（後の越原保育園）と使用された後[1]、1階は民間の工場（島崎電機製作所）、2階は村役場の倉庫として使用されていた。2020年現在は民間の工場は撤退し、東白川村役場の倉庫として、空き家整理で出る使用可能な家財道具などの保管場所となっている[2][3]。

## 沿革
- 1947年（昭和22年）4月 - 越原小学校に併設し、東白川中学校越原仮教室を設置。
- 1949年（昭和24年）9月1日 - 東白川中学校の新校舎が完成。越原仮教室を廃止。
- 1950年（昭和25年）
  - 1月 - 東白川村議会で、廃止した越原仮教室を正式な分校として設置することが議決される。
  - 11月3日 - 東白川村立東白川中学校越原分校として開校。
- 1955年（昭和30年）
- 8月　- 越原小学校の隣接地に校舎（木造2階建）の第一期工事が完成。
- 11月　- 第二期工事が完成。
- 1962年（昭和37年）9月 - 本校への統合の陳情が出される[4]。
- 1963年（昭和38年）
  - 1月28日 - 村議会で分校の統合が可決される[4]。
  - 3月31日 - 廃校。